# Барановська Клавдія Дмитрівна
Клавдія Дмитрівна Барановська (1924, місто Рига, Латвія — ?) — латиська радянський діячка, інженер-економіст Даугавпілського паровозного депо Латвійської РСР. Депутат Верховної ради СРСР 4-го скликання.

## Життєпис
Народилася в родині робітника.
У 1944—1948 роках — рахівник, старший рахівник, старший бухгалтер Даугавпілського паровозного депо Латвійської РСР.
З 1948 року — інженер-економіст Даугавпілського паровозного депо Латвійської РСР. Раціоналізатор і новатор виробництва. Вперше на залізничному транспорті використала метод низового планування і обліку.
Член КПРС з 1953 року.

## Нагороди і відзнаки
- значок «Почесний залізничник»
- значок «Відмінний адміністративний працівник»
- Почесна грамота Президії Верховної ради Латвійської РСР